# Tetrastemma benedeni
Tetrastemma benedeni är en djurart som tillhör fylumet slemmaskar, och som beskrevs av Voldemar Czerniavsky 1880. Tetrastemma benedeni ingår i släktet Tetrastemma och familjen Tetrastemmatidae. Inga underarter finns listade i Catalogue of Life.